# Kate Warne
Kate Warne, nascuda Angie M. Warne (Erin, Nova York, 1833 - Chicago, Illinois, 28 de gener de 1868), va ser la primera dona detectiva, el 1856, de l'Agència Nacional de Detectius de Pinkerton, Estats Units, dedicada a oferir detectius, espies i seguretat privada.

## Biografia

### Abans de la Guerra Civil. Inicis de la carrera de detectiva: 1856-1861
Warne, vídua als 23 anys, va anar a l'Agència Nacional de Detectius de Pinkerton en resposta a un anunci classificat que havia vist en un diari local. Quan entrà a l'oficina d'Allan Pinkerton a Chicago, segons els registres de la companyia, descrigué així la seva primera reunió: «[Ell] es va sorprendre en saber que Kate no estava buscant una feina d'oficina, sinó que en realitat estava responent a un anunci classificat per a contractar detectius, que s'havia publicat en un diari de Chicago. En aquell moment, això era gairebé increïble. Pinkerton va declarar: «No és costum contractar dones detectives!» Però els arguments de Warne van convèncer Pinkerton, i Kate Warne esdevingué la primera dona detectiva.
Al seu llibre The Spy of the Rebellion (1883), Pinkerton la descriu com «[una] persona d'autoritat, amb trets nets, expressius... una dona esvelta, de cabell fosc, gràcil en els seus moviments i tranquil·la... Els seus trets... eren sens dubte de tipus intel·lectual... la seva cara honesta provocava que qualsevol persona angoixada la triés instintivament com a confident».
Warne tingué la possibilitat i l'encert d'aplicar noves i diverses estratagemes: el canvi d'identitat, les disfresses, i l'astúcia, amb la qual aconseguia guanyar-se la confiança dels homes, que presumien davant d'ella de les seves gestes criminals, o de les esposes i companyes dels possibles delinqüents. El 1860, Kate Warne estava al capdavant del nou despatx de dones detectives de l'agència de Pinkerton, des d'on va ajudar moltes altres dones a aprendre l'ofici de detectiva.

### La trama de Baltimore
El 1861, Allan Pinkerton va ser contractat per Samuel H. Felton, president del ferrocarril de Filadèlfia, Wilmington i Baltimore, per investigar les activitats secessionistes i les amenaces de danys al ferrocarril de Maryland. Pinkerton començà a treballar col·locant agents a diverses ubicacions de Maryland. A mesura que la investigació avançava, s'anà adonant que l'activitat a Maryland no es limitava al ferrocarril: també apuntava al president electe, Abraham Lincoln. Pinkerton rebé permís per continuar la seva investigació i centrar-se en un possible complot d'assassinat, que es confirmà durant la investigació.
Warne continuà investigant i fou capaç de confirmar que efectivament hi havia una conspiració per assassinar Lincoln, pogué proporcionar detalls clau del complot i evitar-lo. En conèixer-ne els detalls proporcionats per la recerca de Warne, Lincoln admeté que l'amenaça era prou plausible per actuar. Decidí evitar el perill, però, tanmateix, es negà a cancel·lar els plans a Harrisburg i va voler mantenir el seu programa. El pla dissenyat per Warne i les disfresses que li proporcionà aquella nit van permetre Lincoln celebrar els actes previstos, arribar a Baltimore sense ser reconegut i ocupar el seu lloc a la Casa Blanca a l'hora. Pinkerton va idear el lema de la seva agència "We never sleep" (No dormim mai), inspirant-se en la guàrdia de Kate Warne sobre Lincoln aquella nit.

### Guerra civil: treball d'espionatge per a la Unió, 1861–1865

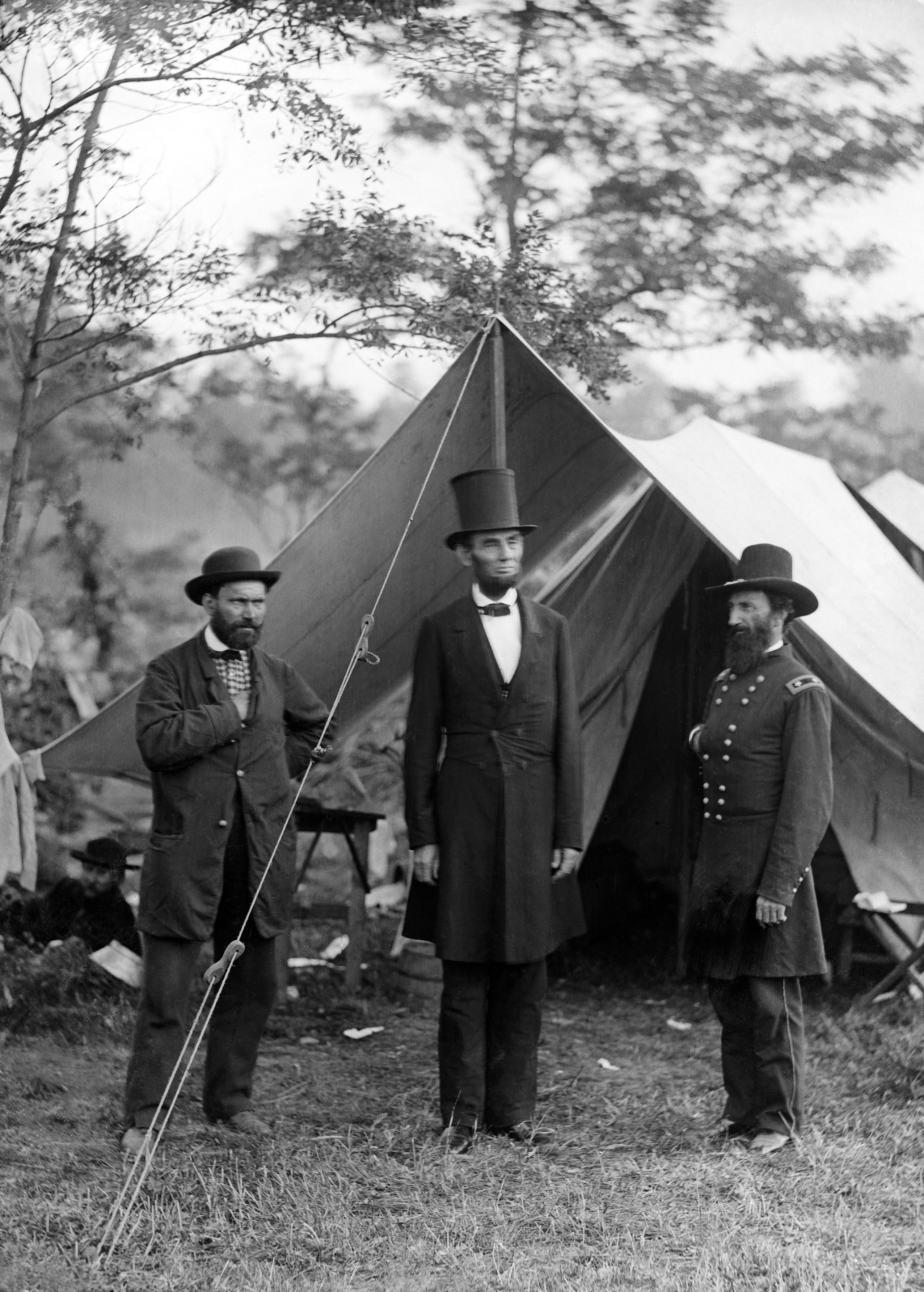
Durant la Guerra Civil Americana, Kate Warne va viatjar amb el seu cap, Allan Pinkerton, per conèixer la divisió d'Ohio del general George McClellan. La foto mostra Pinkerton i el president Lincoln a la batalla d'Antietam el 1862.

Durant la Guerra Civil, Allan Pinkerton i Kate Warne serviren en una oficina secreta d'intel·ligència militar. Warne podia participar fàcilment en reunions socials al sud dels Estats Units. De vegades era vista com l'amant de Pinkerton, i Warne sovint es feia passar per la seva dona quan estaven en missions; se'n coneixen molts àlies: Kay Warne, Kay Waren, Kay Warren, Kate Warne, Kate Waren, Kate Warren, Kitty Warne, Kitty Waren, Kitty Warren, Kittie Waren, Kittie Warne i Kittie Warren.
Després de l'intent d'assassinat fallit del president electe Abraham Lincoln, Kate Warne continuà viatjant amb Allan Pinkerton com a superintendent de detectius. El 1861, en començar la Guerra Civil Americana, el General de Divisió George McClellan va ordenar la creació un servei d'intel·ligència militar, al qual es va incorporar Warne.

### Després de la Guerra Civil: l'espionatge continua (1865-1867)
Després de la Guerra Civil, Kate Warne va treballar en diversos casos d'alt perfil. Un d'ells referit a l'assassinat d'un empleat del banc, George Gordon. Un altre cas en què Kate Warne va treballar estigué relacionat amb un tal capità Sumner, que sospitava que la seva germana l'intentava enverinar.
Mentrestant, Kate Warne continuà coordinant les altres dones detectius dins de l'agència. La seva feina constitueix una tasca i un moment important en la història de les dones, que no van poder formar part del cos policial fins al 1891 i no van poder ser-ne oficials fins al 1910.

## Recreacions
Martha MacIsaac va interpretar Kate Warne a la sèrie de televisió canadenca The Pinkertons.